# V.I.P. (serial telewizyjny)
V.I.P. – serial przygodowo-sensacyjny produkcji USA.

## Krótki opis
Kręcony w latach 1998–2002 w czterech seriach. Wyprodukowano 88 odcinków po 45-60 min. każdy. W roli głównej wystąpiła Pamela Anderson. Serial opowiada o przygodach pewnej agencji ochroniarskiej, która podejmuje się rozmaitych zadań.

## Emisja
Serial był emitowany i koprodukowany m.in. z ramienia polskiego nadawcy, którym to była Telewizja Polsat, która to do tej pory jest wyłącznym nadawcą serialu w Polsce. Na początku 2017 r. o godz. 6:00 rano był emitowany na kanale TV6. Od 4 września do 29 grudnia 2017 r. powtórki tegoż serialu emitowała TV4, od poniedziałku do piątku najpierw o godz. 17:00 (od 4 września do 13 października 2017 r.), a później o godz. 9:00 (od 16 października do 29 grudnia 2017 r.), a od 25 czerwca 2018 r. powtórki tegoż serialu emitował również Polsat 2, od poniedziałku do piątku o godz. 12:30.

## Obsada
- Molly Culver – Tasha Dexter (wszystkie 88 odcinków)[1]
- David Groh – Don Franco (5)
- Dustin Nguyen – Johnny Loh (62)
- Leah Lail – Kay Eugenia Simmons (88)
- Shaun Baker – Theodore „Quick” Williams (88)
- Natalie Raitano – Nikki Franco (88)
- Pamela Anderson – Vallery Irons (88)
- Angelle Brooks – Maxine Delacruz (75)
- Laurie Rose – Sindee (1)
- Javier Grajeda – detektyw Grispy (17)
- John Ashker – (kaskader w 2 odcinkach)
- Suzanne Whang – Diana Lu (1)
- Marcus Schenkenberg – Klozak (1)
- Gerry Anderson – Relic (24)
- T.J. Shaboz – Judson (8)
- Jillian Barberie – Foxy Levin (7)
- Doug Kruse – Cross (5)
- Steven Kriozere – agent CIA, Steve (5)
- Curtis Lupo – Dominic (4)
- Ron Yuan – Kazuo (4)
- George Brown – strażnik przy bramie (4)
- Nikki Cortez – Veronica (4)
- Erik Estrada – jako on sam (3)
- Angela Harry – dr Tina Stokes (3)
- Boris Lee Krutonog – Badger (3)
- Robert LaSardo – mechanik samochodowy (3)
- Jackie Debatin – Angel (3)
- Lamont Johnson – Monk (3)
- Michael Owen – Mike (3)

## Fabuła
Vallery Irons sprzedaje hot-dogi w budce na ulicy. Umówiła się na typową „randkę” ze znanym aktorem, któremu przypadkowo ratuje życie. Aby nie stracić twarzy wśród grona reporterów aktor ogłasza w mediach, że Vallery jest jego ochroniarzem. Tymczasem całkiem zapomniana i nieznana w świecie firma ochroniarska poszukuje reklamy, szyldu aby „zabłysnąć”. Doświadczeni ochroniarze tacy jak Tasha Dexter (była agentka KGB i CIA), Quick Williams (były bokser), Kay Simmons (kobieta-haker) oraz Nikki Franco (wnuczka mafijnego bossa) angażują Vallery Irons jako szefa agencji. Val daje nazwisko „swojej” firmie i co chwilę wpada w niezłe tarapaty.